# آن فرنالد
آن فرنالد (انگلیسی: Anne Fernald؛ زادهٔ) یک روان‌شناس آمریکایی است و به عنوان پروفسور ژوزفین ناتس ناولز در زیست‌شناسی انسانی در دانشگاه استنفورد فعالیت می‌کند.